# Suprema Corte Costituzionale dell'Egitto
La Suprema Corte Costituzionale dell'Egitto (in arabo المحكمه الدستوريه العليا ف مصر‎?) è un organo costituzionale giudiziario indipendente della Repubblica Araba d'Egitto. La sua sede si trova nella periferia del Cairo, a Ma'adi. La Suprema Corte è stata istituita nel 1979, in sostituzione della Corte suprema creata da Gamāl ʿAbd al-Nāṣer dieci anni prima.
Nel 2003, Hosni Mubarak nominò come suo vice presidente Tahani al-Gebali, prima donna a ottenere una simile carica istituzionale. Dopo la Rivoluzione del 2011 e l'avvento al potere dei Fratelli Musulmani, la Suprema Corte ha rappresentato uno dei principali ostacoli istituzionali di opposizione a questi ultimi, e al loro programma di reintroduzione graduale della Sharīʿa nella legislazione egiziana.